# Kay Parker
Kay Parker, nome artístico de Kay Rebecca Taylor, (Birmingham, 28 de agosto de 1944 — Los Angeles, Califórnia, 14 de outubro de 2022) foi uma atriz pornográfica inglesa.

## Carreira
Kay Parker começou sua carreira na indústria de filmes adultos durante o final dos anos 70 a convite do actor pornô John Leslie que sugeriu que Kay participasse nos filmes que seriam gravados naquele tempo.
Ao saber que se tratava de filmes pornográficos, Kay rejeitou imediatamente. Mas participava eventualmente de partes não pornográficas, até que o director Antony Spinelli a convenceu a fazer sua primeira cena de sexo em seu filme "Sex World".
O primeiro parceiro sexual de Kay na frente das câmeras foi o actor pornô Joey Silvera. E de acordo com várias entrevistas feitas com Kay durante seus anos na activa ela revelou que Joey e ela mesma se atrapalharam durante a cena, que ficou tão descontrolada que Kay lascou um de seus dentes, visível em seus filmes posteriores.
Ela apareceu em filmes adultos durante o fim dos anos 70 e durante a maior parte dos anos 80. Ela é bastante conhecida por ter seios naturalmente fartos. Muitos de seus fãs também a admiram por ela permanecer no trabalho até a maturidade. A ponto de fazer 40 anos, ela ainda participou de várias cenas de sexo hardcore.
Seu trabalho consistia basicamente em sexo vaginal e oral, fetiches uniformizados, encontros lésbicos e uso de vibradores.

### A fama do filme Taboo
Sua mais famosa actuação foi como a mãe incestuosa "Barbara Scott", no filme de 1980, Taboo, e suas diversas continuações. No primeiro "Taboo" Kay contracenava com um jovem actor que interpretava seu filho, "Paul". Em "Taboo 2", Kay actuava com um jovem actor que interpretava "Junior", o melhor amigo de seu filho. Nesses filmes também há diversas cenas de sexo intrafamiliar como relações sexuais entre actores interpretando irmãos e irmãs, pais e filhas e mães e filhos.
A série de filmes Taboo gerou diversos fãs devotos, especialmente os que tinham fetiches com relação a incesto. Muitos fãs masculinos admiravam Kay como a "mãe" que fantasiavam. Esse papel despertou a fantasia de vários fãs que conversam sobre o assunto em diversos chats pela internet.

## Prêmios
- Hall da Fama do XRCO e da AVN